# جون يامازاكي
جون يامازاكي هو دبلوماسي وسياسي ياباني، ولد في 22 سبتمبر 1956 في المملكة المتحدة. انتخب سفير اليابان لدى السويد (2015 – ).